# Шелдон Ли Глашоу
Шелдон Ли Глашоу (енгл. Sheldon Lee Glashow; Њујорк, 5. децембар 1932) је амерички теоријски физичар, који је 1979. године, заједно са Абдусом Саламијем и Стивеном Вајнбергом, добио Нобелову награду за физику „за допринос теорији јединствене слабе и електромагнетске интеракције елементарних честица”.